# قوناق‌لی
قوناق‌لی (به لاتین: Qonaqlı) یک منطقه مسکونی در جمهوری آذربایجان است که در شهرستان تووز واقع شده است. قوناق‌لی ۱۱۴ نفر جمعیت دارد.